# 贝琳达·斯托厄尔
贝琳达·斯托厄尔（英語：Belinda Stowell，1971年5月28日—），澳大利亚女子帆船运动员。她曾代表澳大利亚参加2000年、2004年和2012年夏季奥林匹克运动会帆船比赛，其中2000年奥运会获得一枚金牌。